# ジュフラ県
ジュフラ県（ジュフラけん、アラビア語: الجفرة Al Jufrah）は、リビア中部の県。県都はフーンである。

## 歴史
1988年に25県（バラーディーヤ）のひとつとして設置された。シャビーヤとなった2001年に面積が縮小されたが、22県体制となった2007年に元に戻された。

## 隣接県
北でスルト県、北東でアル・ワーハート県、東でクフラ県、南でムルズク県、南西でサブハー県、西でワジ・アル・シャーティー県、北西でジャバル・アル・ガルビ県と隣接する。

## 以前の行政区画

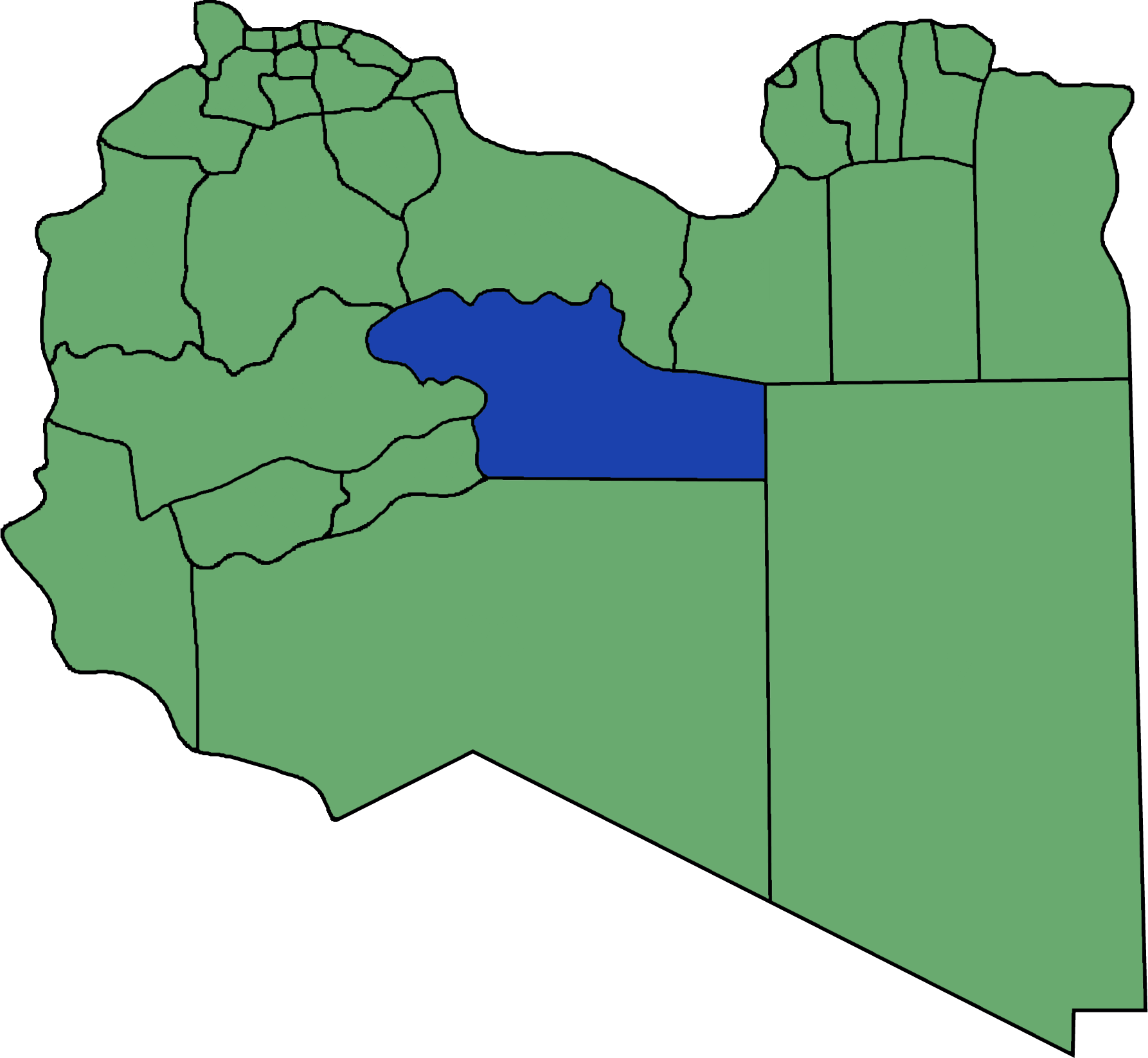
32県時代の2001年から2007年までのジュフラ県の領域